# Vlag van Ngardmau

Vlag van Ngardmau

De vlag van Ngardmau is geel, met zeven rode stralen die van een rode zon komen, waarbij de bovenste stralen groter zijn dan de onderste, en drie stralen die een gele ster dragen. Daarboven vliegt een witte vogel en boven de zon een lokaal landschap. De drie sterren staan voor de drie gehuchten van Ngardmau. In de cirkel staat een afbeelding van de Ngerdmau waterval en de Mount Ngerchelchuus. Bovenop de cirkel staat een kedam.